# Rosa Mendes
Milena Leticia Roucka (25 d'octubre del 1979 -) més coneguda al ring simplement com a Rosa Mendes és una lluitadora professional i model canadenca que treballa a la marca RAW de World Wrestling Entertainment (WWE).